# Радивонівська сільська рада (Якимівський район)
| Радивонівська сільська рада — колишній орган місцевого самоврядування у Якимівському районі Запорізької області з адміністративним центром у с. Радивонівка . Водоймища на території, підпорядкованій даній раді: р. Тащенак, Молочний лиман. Сільській раді підпорядковані населені пункти: - с. Радивонівка - с. Богатир - с. Мирне - с. Перемога - с. Тимофіївка |

## Склад ради
Рада складається з 16 депутатів та голови.

### Керівний склад ради
| ПІБ                            | Основні відомості                                                         | Дата обрання | Дата звільнення |
| ------------------------------ | ------------------------------------------------------------------------- | ------------ | --------------- |
| Шпигунова Наталя Олександрівна | Сільський голова, 1953 року народження, освіта, член Партії регіонів      | 26.03.2006   | 31.10.2010      |
| Шпигунова Наталя Олександрівна | Сільський голова, 1953 року народження, освіта вища, член Партії регіонів | 31.10.2010   |                 |

Примітка: таблиця складена за даними джерела